# الیویه شوالیه
الیویه شوالیه (انگلیسی: Olivier Chevalier؛ زادهٔ ۲۷ فوریهٔ ۱۹۹۰ ‏(۳۵ سال)) دوچرخه‌سوار اهل بلژیک است.
از باشگاه‌هایی که در آن بازی کرده‌است می‌توان به دابلیوبی ورانکلاسیک آکوا پروتکت اشاره کرد.